# Dev-C++
Dev-C++ はC/C++プログラミングのための自由ソフトウェアの統合開発環境 (IDE) であり、GNU General Public Licenseでライセンスされている。このIDEはDelphi言語で書かれている。
プロジェクトはSourceForgeでホスティングされている。オリジナルの開発者はColin Laplace。Microsoft Windowsでのみ動作する。
Bloodshed Dev-C++はC/C++言語のための完全な統合開発環境である。コンパイラとしてはMinGWのGCCを使用するが、実際にはGCCを使っているならCygwinなど他のものと組合せて使うこともできる。
ルック・アンド・フィールは広く普及しているMicrosoft Visual Studioと似ている。特筆すべき観点としてDevpaksの存在がある。DevpaksはDev-C++プログラミング環境にライブラリやテンプレートやユーティリティを追加するパッケージ化された拡張群である。DevpaksにはGTK、wxWidgets、FLTKといったGUI用ツールキットがあるが、それだけにとどまらず、各種先進機能用ライブラリが存在する。
一般にWindows専用プログラムとされているが、Linux版も存在する。ただし、アルファ版までしかリリースされておらず、2002年7月以降更新されていない。

## Devpaks
Devpaks.orgというサイトはDev-C++ユーザーに追加ライブラリ群やパッケージを提供しており、グラフィックス、圧縮、アニメーション、サウンドサポートなどといった機能をDev-C++に追加できる。このサイトによれば、「（特にオープンソースの）ライブラリはソース形式で配布される。これは便利だが、そのようなライブラリをコンパイルするのは時間がかかったり不可能だったりする。そこでDev-C++開発者らはdevpakすなわちdevelopment packageを導入した。これはコンパイル済みのライブラリを含むパッケージであり、初心者でもそれを使うことができる。Dev-C++にはパッケージをダウンロードし、インストールし、作成する機能が含まれている」としている。ユーザーは Devpaks を作成し、そのサイトにホスティングして無料配布できる。また、これらパッケージは Dev-C++ 以外でも利用可能である。サイトによれば、「通常のdevpakは任意の MinGW ディストリビューション（とIDE）上で動作する。単に something.devpak というファイル名を something.tar.bz2 に変更し、7-Zipなどのアーカイバで展開すればよい。展開するとメタ情報（名称、バージョン、作者など）ファイルとディレクトリがある。さらにそのディレクトリの中身をMinGWのディレクトリツリー内に展開すればよい。Code::Blocks IDE にはdevpaksをインストールし操作するプラグインがある」（以上、引用部分はDevpaks.orgにある文章の和訳）

## 開発状況
プロジェクトは活発とは言えない状況になっており、2005年2月22日を最後にリリースが途絶えている（http://www.bloodshed.net/ は依然として更新されていないが、https://orwelldevcpp.blogspot.com/ こちら側で2011年よりversion5が登場している記述が確認できる、が旧サイトに移転の告知は無い）。しかし、SourceForge.netにはDev-C++への拡張を行っているプロジェクトがいくつか存在し、複数コンパイラサポート、wxWidgetsアプリケーション用RADデザイナーなどの新機能が追加されている（wxDev-C++）。